# Ernst Tillich (Theologe)
Ernst Tillich (* 27. Juni 1910 in Marienwerder, Provinz Westpreußen; † 16. März 1985 in Düsseldorf) war langjähriger Vorsitzender der Kampfgruppe gegen Unmenschlichkeit.

## Leben
Sein Vater war der Amtsgerichtsrat Franz Tillich, seine Mutter eine geborene von Richthofen. Der Religionsphilosoph Paul Tillich ist sein Onkel. Nach dem Besuch des humanistischen Gymnasiums Steglitz studierte Ernst Tillich Theologie an den Hochschulen Berlin, Bonn und Tübingen.
Nach dem ersten theologischen Examen war er Assistent an der Berliner Friedrich-Wilhelms-Universität und später Vikar in einer Gemeinde der Bekennenden Kirche in Kleinmachnow bei Berlin. Während seiner Zeit an der Universität gehörte er einem Studentenkreis Dietrich Bonhoeffers an und nahm an der Ökumenischen Jugendkonferenz des Weltbundes für Freundschaftsarbeit der Kirchen 1934 auf Fanø teil. Wegen seines angeblich „unmoralischen Lebenswandels“ musste er den kirchlichen Dienst bald wieder verlassen.
1936 verhaftete die Gestapo Tillich und Werner Koch wegen ihrer Weitergabe einer Denkschrift der Bekennenden Kirche an Hitler an die ausländische Presse. Die DDR-Propaganda beschrieb dies später als „nachrichtenhändlerische“ Tätigkeiten für ausländische Presseagenturen wie United Press, Reuters und Agence Havas. Er verbrachte mehr als drei Jahre im Gestapo-Gefängnis Alexanderplatz in Einzelhaft und im KZ Sachsenhausen. Nach seiner Entlassung 1939 wurde er beim Elektrokonzern Siemens & Halske eingesetzt, bis er zu Jahresbeginn 1942 zur Wehrmacht eingezogen wurde. Seine Einsatzorte waren Holland und Belgien.
Nach dem Zweiten Weltkrieg wurde Tillich in Fürstenfeldbruck bei München Leiter des Jugendamtes und Stellvertreter des Landrats. Ein Jahr später übersiedelte er nach Berlin, wurde im Bereich Sozialpolitik tätig und war Redaktionsmitglied der von Otto Suhr herausgegebenen Halbmonatsschrift Das sozialistische Jahrhundert, die von 1946 bis 1950 in Berlin erschien. Er wurde zudem Kuratoriumsmitglied im Pestalozzi-Fröbel-Haus.
Mit Wirkung vom 21. März 1950 trat Tillich in die Geschäftsleitung der Kampfgruppe gegen Unmenschlichkeit ein. Er bildete dort zusammen mit Rainer Hildebrandt, Ernst Benda, Günther Birkenfeld, Herbert Geissler, Peter Lorenz und Albrecht Tietze den leitenden Vorstand. 1951 wurde Tillich Leiter der KgU.
Am 24. April 1958 gab er die Leitung der KgU an Adolf Hellwig ab. Tillichs Bild erschien am 2. Juli 1958 auf der Titelseite des Spiegel. Nach seinem Ausscheiden aus der Organisation und dem Ende der KgU am 12. März 1959 trat Tillich politisch nicht mehr öffentlich hervor und ging einer beruflichen Tätigkeit im Krankenhauswesen nach.
Er war seit 1951 mit Anita Walter verheiratet und verstarb 1985 in Düsseldorf.

## Partei
Ernst Tillich war ab 1945 Mitglied der Sozialdemokratischen Partei Deutschlands (SPD), aus der er im November 1952 wegen Versäumnis seiner statuarischen Pflichten ausgeschlossen wurde. Die sozialdemokratische Zeitung Telegraf merkte hierzu an, dass die Leitung der Kampfgruppe gegen Unmenschlichkeit bzw. Tillich „Dinge unternommen und gefördert habe“, „die der Durchsetzung solcher Schauprozesse (siehe oben) mindestens sehr entgegengekommen“ seien.